# Patrick Hughes
Patrick Hughes (Melbourne, 13 de mayo de 1978) es un director de cine y guionista australiano.

## Trayectoria
Hughes nació en Black Rock, un suburbio de Melbourne. Asistió a la escuela de cine en el Victorian College of the Arts donde se graduó en 1999, y empezó a hacer cortometrajes cuando era joven. Después de hacer una serie de comerciales y cortometrajes de alto perfil, y múltiples intentos fallidos de optar por un guion para una película de acción/wéstern, decidió dirigirlo él mismo con un cronograma corto y un presupuesto bajo, en lo que posteriormente se convertiría en la película de 2010 Red Hill protagonizada por Ryan Kwanten, Steve Bisley y Tom E. Lewis.
Varios comerciales de Hughes y el cortometraje anterior de 2008 Signs llamó la atención de la estrella de Hollywood Sylvester Stallone, que buscaba “sangre nueva” para dirigir la tercera entrega de la lucrativa franquicia The Expendables. Hughes filmó The Expendables 3 de agosto a octubre de 2013 y la película tuvo su estreno mundial en Londres el 4 de agosto de 2014.
Hughes fue anunciado como el director de la nueva versión de la película de acción de Indonesia de 2011 Serbuan maut con Taylor Kitsch como protagonista, pero en octubre de 2015, una vez que Kitsch y Screen Gems abandonaron el proyecto, Hughes también abandonó como director.
A continuación, Hughes dirigió la película de comedia de acción de 2017 The Hitman's Bodyguard, protagonizada por Ryan Reynolds, Samuel L. Jackson, Gary Oldman y Salma Hayek, que ganó 180,6 millones de dólares en todo el mundo con un presupuesto de producción de entre 30 y 69 millones de dólares. Una secuela, The Hitman's Wife's Bodyguard, también dirigida por Hughes con Reynolds, Jackson y Hayek que regresan además de Antonio Banderas y Morgan Freeman, fue lanzada el 16 de junio de 2021, después de retrasarse previamente hasta el 20 de agosto de 2021 desde una fecha de lanzamiento original del 28 de agosto de 2020 debido a la pandemia de COVID-19.
En 2021, Hughes estableció su propia productora cinematográfica, Huge Films, en sociedad con Greg McLean y James Beaufort.

## Filmografía
Largometrajes
- Red Hill (2010)
- The Expendables 3 (2014)
- The Hitman's Bobyguard (2017)
- The Hitman's Wife's Bodyguard (2021)
- El hombre de Toronto (2022)

Cortometrajes
- The Director (2000)
- The Lighter (2001)
- Signs (2008)